# Walid Soliman (Autor)

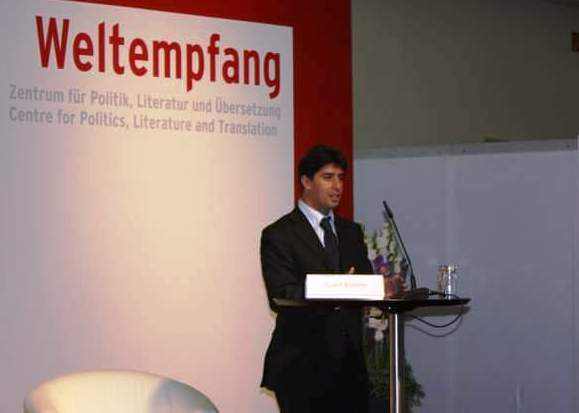
Walid Soliman

Walid Soliman (arabisch وليد سليمان) (* 11. April 1975 in Tunis) ist ein tunesischer Dolmetscher und Schriftsteller.

## Ausbildung
Er studierte in „Sadikia“ (der ersten neuzeitlichen Schule in Tunesien, gegründet 1875). Nach dem Studium der englischen Sprache und Literatur hat er einen Abschluss im Fach Übersetzung der linguistischen Hochschule Tunis erreicht.

## Übersetzungen ins Arabische
Walid Soliman ist eine anerkannte Persönlichkeit der modernen tunesischen Literatur. Eine prominente Position in der tunesischen Kultur konnte er mit seinen Übersetzungen ins Arabische mehrerer berühmter Werke (u. a. von Jorge Luis Borges, Charles Baudelaire, Gabriel García Márquez, André Breton, Mario Vargas Llosa) erreichen.

## Übersetzungen ins Französische und Englische
Außer seinen Übersetzungen ins Arabische hat Walid Soliman mehrere tunesische und arabische Dichter ins Französische und Englische übersetzt. Zurzeit bereitet er eine „Antologie de la poèsie tunisienne“ (auf Französisch) vor.

## Ämter
Walid Soliman war Präsident der ATPCC (Tunesische Assoziation für Filmkritik) und veröffentlichte in Zeitschriften mehrere Kulturartikel. 
Er leitet außerdem die von ihm gegründete Zeitschrift on-line DEDALUS.

## Publikationen
- Le troubadour des temps modernes (2004), französisch
- Les griffes des eaux (2005), französisch

In Vorbereitung:
- Anthologie der surrealistische Dichtung, in Arabisch und Französisch.

| Personendaten    | Personendaten                              |
| ---------------- | ------------------------------------------ |
| NAME             | Soliman, Walid                             |
| ALTERNATIVNAMEN  | وليد سليمان (arabisch)                     |
| KURZBESCHREIBUNG | tunesischer Dolmetscher und Schriftsteller |
| GEBURTSDATUM     | 11. April 1975                             |
| GEBURTSORT       | Tunis, Tunesien                            |